# Salvia verticillata
Salvia verticillata es una planta herbácea perteneciente a la familia de las lamiáceas.

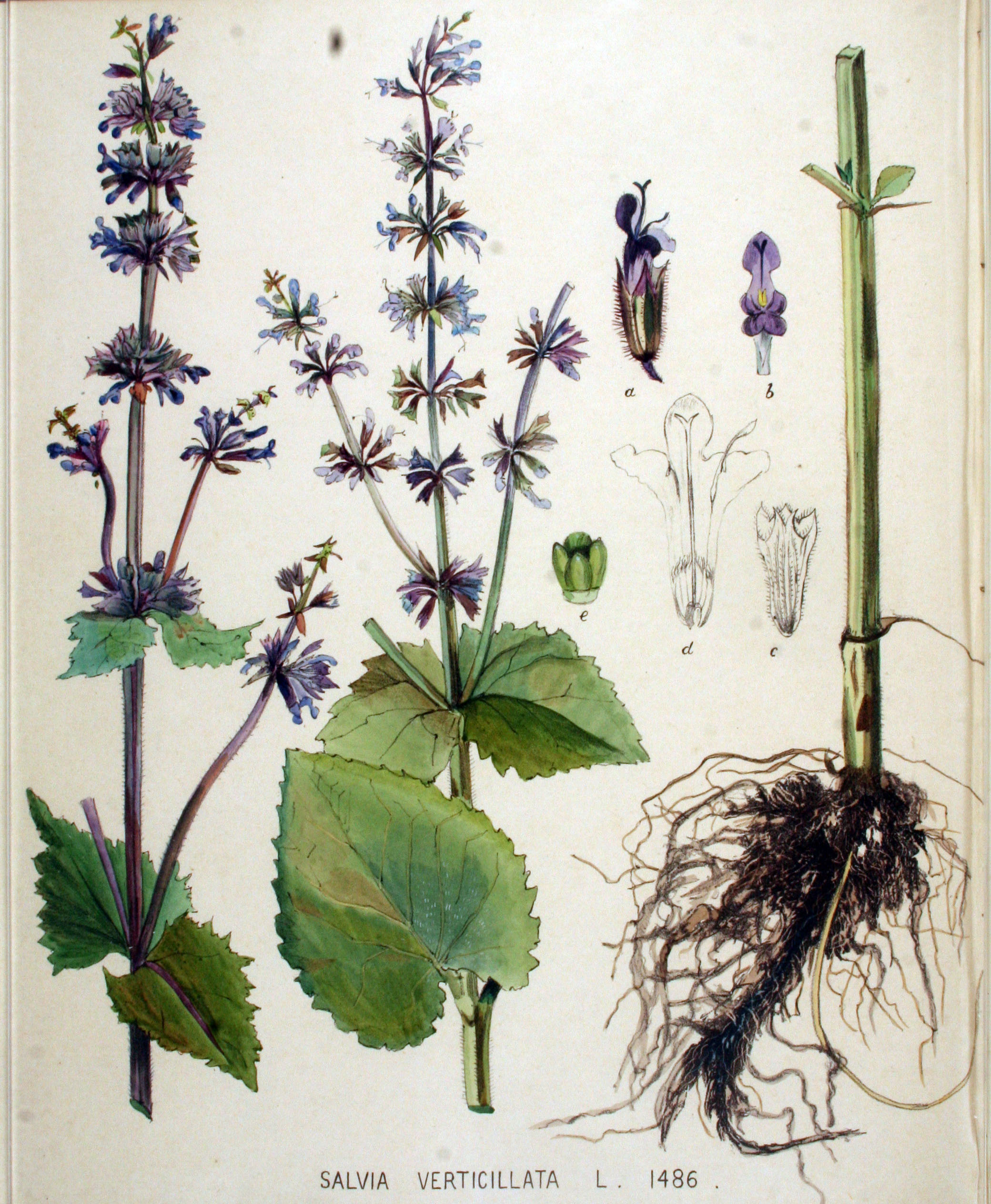
Ilustración

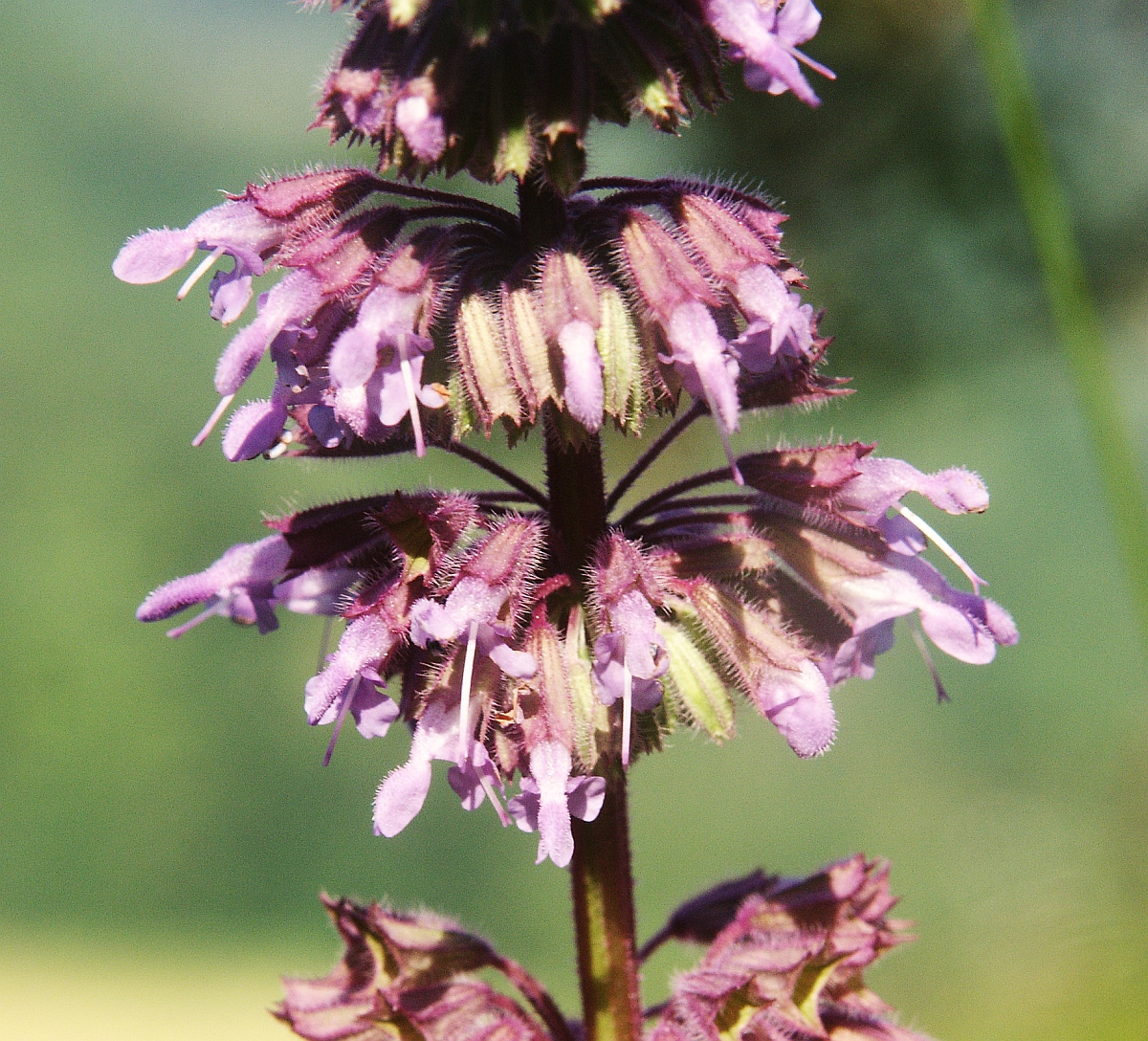
Detalle de la flor

## Descripción
Es una hierba que alcanza un tamaño de 30-80 cm, perenne. Tallos erectos o ascendentes, simples o ramificados, con pelos tectores de 0,2-1,5 mm y glándulas esferoidales sésiles. Hojas simples, las inferiores generalmente divididas, con 1-2 folíolos en la base, con pelos tectores de 0,2-1(1,5) mm y glándulas esferoidales sésiles, con limbo de 5,2-9 × 4-7,6 cm, anchamente ovado u ovado-cordiforme, irregularmente crenado-dentado, obtuso o subagudo, con haz verde y envés verde más pálido, cordado o redondeado en la base; pecíolo 0,5-6 cm, generalmente más corto que el limbo; hojas superiores progresivamente menores. Inflorescencia de 15-26 cm, simple o ramificada, con verticilastros de (8)20-30 flores. Brácteas 5-10 × 2-7 mm, ovadas, verdes o teñidas de color púrpura violeta, con pelos tectores de 0,3-1,3 mm y glándulas esferoidales sésiles, caedizas. Flores con pedicelos de 2-10 mm, no comprimidos, ± deflexos. Cáliz 5-7 mm, bilabiado, tubular o tubular-campanulado, verde o teñido de color púrpura violeta, con pelos glandulíferos de 0,1- 1,5 mm y glándulas esferoidales sésiles; labio superior ± plano o cóncavo y bisulcado en la fructificación, tridentado, con dientes triangulares de c. 1 mm, subiguales o con el central algo más corto que los laterales; labio inferior bidentado, con dientes de 2-3 mm, triangulares, no espinescentes. Corola 8-15 mm, color azul violeta; tubo de 5-8,5 mm, ± recto, con un anillo de pelos en su interior; labio superior ± recto, no comprimido lateralmente. Estambres con conectivo más largo que el filamento, no articulado con el filamento, con la rama superior más larga que la inferior; teca inferior estéril. Núculas 1,5-2,3 × 1,2-1,7 mm, subglobosas u obovoides, color castaño o castaño claro.  Tiene un número de cromosomas de 2n = 16*.

## Distribución y hábitat
Se encuentra en herbazales subnitrófilos y ribazos; a una altitud de 120-1480 metros en el  C y E de Europa y W de Asia; naturalizada en el W de Europa y en Norteamérica. N y NE de España.

## Taxonomía
Salvia verticillata fue descrita por Carlos Linneo y publicado en Species Plantarum 1: 26. 1753.
Etimología
Ver: Salvia
verticillata: epíteto latino que significa "verticiladas".
Sinonimia
- Covola verticillata (L.) Medik.
- Hemisphace verticillata (L.) Opiz
- Horminum verticillatum (L.) Mill.
- Sphacopsis verticillata (L.) Briq.	[4][5]

subsp. amasiaca (Freyn & Bornm.) Bornm.
- Salvia amasiaca Freyn & Bornm.
- Salvia paalii Pénzes

subsp. verticillata
- Salvia lampsanifolia Vahl ex Steud.
- Salvia mollis Donn
- Salvia peloponnesiaca Boiss. & Heldr.
- Salvia regeliana Trautv.
- Salvia uberrima Rech.f.
- Salvia verticillata f. natronata Simonk.